# Teresa Präauer

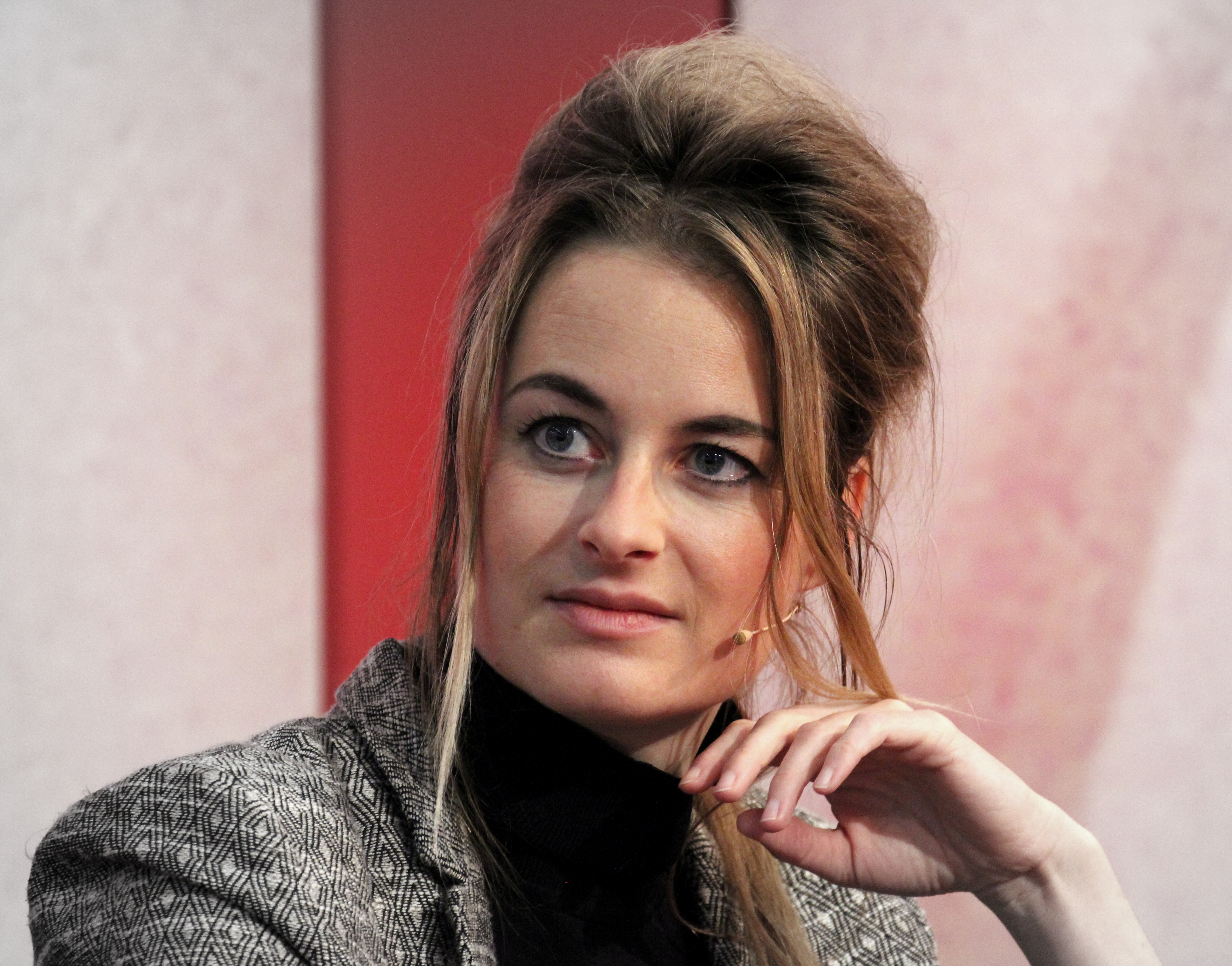
Teresa Präauer, Frankfurter Buchmesse, 2016

Teresa Präauer (* 28. Februar 1979 in Linz) ist eine österreichische Schriftstellerin und bildende Künstlerin.

## Leben

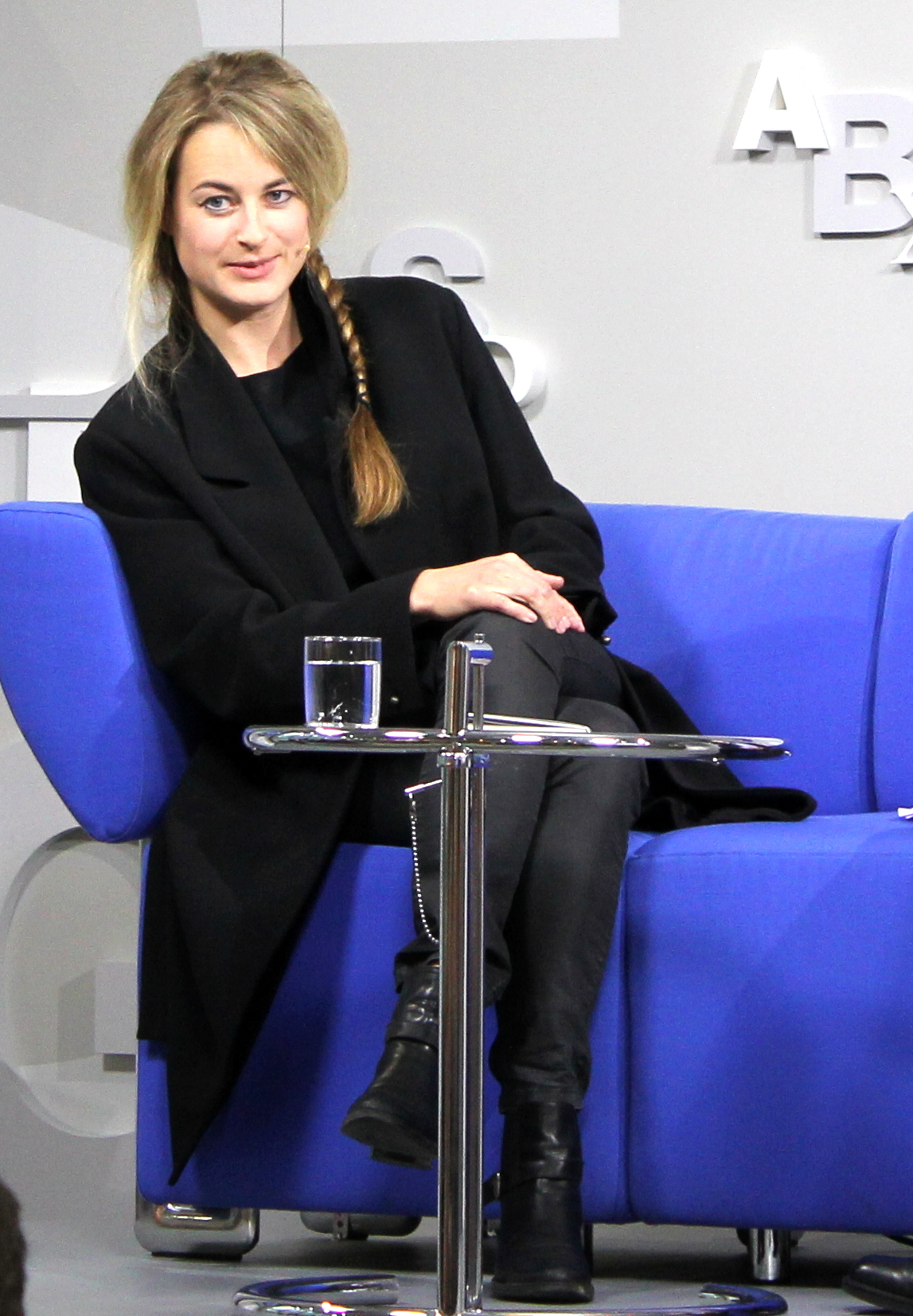
Teresa Präauer auf dem Blauen Sofa, Frankfurter Buchmesse, 2012

Teresa Präauer ist in Linz geboren und wuchs in Graz und St. Johann im Pongau auf. Von 1997 bis 2003 studierte sie Germanistik an der Universität Salzburg und der Humboldt-Universität Berlin sowie Malerei am Mozarteum Salzburg. Seit 2003 lebt und arbeitet sie in Wien, wo sie an der Akademie der bildenden Künste Wien von 2004 bis 2005 als Postgraduate studierte. Für ihren ersten Roman Für den Herrscher aus Übersee wurde Teresa Präauer mit dem aspekte-Literaturpreis des ZDF für das beste deutschsprachige Prosadebüt ausgezeichnet. 2015 erhielt sie für Johnny und Jean den Förderpreis zum Friedrich-Hölderlin-Preis der Stadt Bad Homburg und war für den Preis der Leipziger Buchmesse nominiert. Teresa Präauer war 2015 bei den Tagen der deutschsprachigen Literatur für den Ingeborg-Bachmann-Preis nominiert. Ihr Roman Kochen im falschen Jahrhundert stand 2023 auf der Longlist für den Deutschen Buchpreis sowie jeweils auf der Shortlist für den Bayerischen Buchpreis und den Österreichischen Buchpreis. Der Roman Kochen im falschen Jahrhundert wurde 2024 mit dem Bremer Literaturpreis ausgezeichnet.
Im Sommersemester 2016 hatte Teresa Präauer die Samuel-Fischer-Gastprofessur für Literatur an der Freien Universität Berlin inne und gab ein Seminar zum Thema Poetische Ornithologie. Zum Flugwesen in der Literatur. Am 25. Mai 2016 hielt sie die Antrittsvorlesung mit dem Titel Tier werden. 2017 hatte sie die Mainzer Poetikdozentur inne und war als Writer in Residence und Visiting Professor an das German Department des Grinnell College im Bundesstaat Iowa/USA eingeladen. 2021 hielt Präauer die Zürcher Poetikvorlesung. Im Jahr 2024 war sie als Visiting Writer am Deutschen Haus der New York University und hielt Vorträge an der Yale University, am Dartmouth College und an der University of Pennsylvania.
Sie ist Mitglied der Akademie der Künste in Berlin.

## Arbeit
Neben ihrer Arbeit als Schriftstellerin war Teresa Präauer auch als bildende Künstlerin tätig. Ihre literarischen und bildnerischen Arbeiten stehen in einem engen Zusammenhang. Für beide Bereiche entwickelt sie „eigentlich zwei ganz ähnliche Denkweisen“. In ihrer ersten Publikation Taubenbriefe von Stummen an anderer Vögel Küken kombinierte sie Zeichnungen mit poetischen Kurztexten. 2010 illustrierte sie das Bilderbuch Die Gans im Gegenteil von Wolf Haas. Die Vögel, das Fliegen und das Abstürzen werden auch in Für den Herrscher aus Übersee thematisiert. Das Buch erzählt unter anderem von zwei Kindern, die den Sommer bei ihren Großeltern verbringen.
In ihrem zweiten Roman Johnny und Jean, einem Künstlerroman, für den sie, wie bei allen ihren Büchern, den Umschlag gestaltete, führt die Autorin die Leser in das Milieu einer zeitgenössischen Kunstszene im Umkreis einer Kunstakademie, in der jüngere und Alte Meister der Kunstgeschichte zitiert werden und der Künstler Johnny in seiner Phantasie mit einigen sogar ins Gespräch kommt, wie zum Beispiel mit Salvador Dalí und Marcel Duchamp.
Teresa Präauer schrieb von 2015 bis 2017 die literarische Kolumne Zeug & Stücke für das Theaterfeuilleton nachtkritik.de, von 2015 bis heute schreibt sie außerdem in der Literaturzeitschrift Volltext die Kolumne Präauer streamt über das Videoschauen im Internet sowie seit 2018 regelmäßig als Gastautorin für die Salzburger Nachrichten. Texte von ihr zu Kunst und Literatur finden sich im Weiteren auf Zeit Online sowie in zahlreichen anderen deutschsprachigen Medien, etwa der Süddeutschen Zeitung.
Einzelne ihrer künstlerischen Werke befinden sich im Bestand öffentlicher Sammlungen, wie zum Beispiel eine Buchskulptur im Museum für Angewandte Kunst Wien, eine Malerei in der Artothek des Bundes.
Im Mai 2018 hatte ihr Drama Ein Hund namens Dollar am Schauspiel Frankfurt Premiere. Seit November 2018 wird eine dramatisierte Fassung ihres Romans Oh Schimmi im Schauspielhaus Wien gezeigt.
Für die österreichische Tageszeitung Die Presse schreibt Präauer den Fortsetzungsroman Lieferdienst Wien.

## Werk

### Bücher

#### Als Autorin
- Taubenbriefe von Stummen an anderer Vögel Küken. Edition Krill, Wien 2009, ISBN 978-3-9502537-1-9.
- Für den Herrscher aus Übersee. Roman. Wallstein, Göttingen 2012, ISBN 978-3-8353-1092-6.[28] Taschenbuchausgabe bei Fischer, Frankfurt am Main 2014, ISBN 978-3-596-19721-7.
- Johnny und Jean. Roman. Wallstein, Göttingen 2014, ISBN 978-3-8353-1556-3.[29]
- Oh Schimmi. Roman. Wallstein, Göttingen 2016, ISBN 978-3-8353-1873-1.
- Tier werden. Wallstein, Göttingen 2018, ISBN 978-3-8353-4288-0.
- Das Glück ist eine Bohne. Wallstein, Göttingen 2021, ISBN 978-3-8353-3948-4.
- Teresa Präauer über Ilse Aichinger. Mandelbaum Verlag, Wien 2021, ISBN 978-3-85476-988-0.
- Cranach A–Z. Hatje Cantz Verlag, Berlin 2022, ISBN 978-3-7757-5179-7.
- Mädchen. Wallstein, Göttingen 2022, ISBN 978-3-8353-5196-7.
- Kochen im falschen Jahrhundert. Roman, Wallstein, Göttingen 2023, ISBN 978-3-8353-5429-6.
- Wie man einen Apfel isst. Rede zum Bremer Literaturpreis. Wallstein, Göttingen 2024, ISBN 978-3-8353-5758-7.

#### Als Illustratorin
- Wolf Haas: Die Gans im Gegenteil. Hoffmann und Campe, Hamburg 2010, ISBN 978-3-455-40286-5.

### Sonstige Publikationen (Auswahl)
- Im Schloss 2004. Landesgalerie Linz am oberösterreichischen Landesmuseum, Linz 2005, ISBN 3-902414-19-7.
- Wilde Hunde. Katalogtext, Kirchberg bei Mattighofen 2011.
- Tiere kommen. 50 Zeichnungen für das Magazin Quart, Innsbruck 2014.
- Präauer streamt. Literarische Kolumne in der Literaturzeitschrift Volltext. Seit 2015 fortlaufend.
- Poetische Ornithologie. Neue Rundschau 2017/1, herausgegeben von Teresa Präauer, ISBN 978-3-10-809109-5.
- Poetische Ornithologie – Zum Flugwesen in der Literatur. Herausgegeben von Teresa Präauer, 7. Vol. der Edition AVL des Peter-Szondi-Instituts der Freien Universität Berlin, ISBN 978-3-9809753-6-0.
- EPHEMERA. Die Gebrauchsgrafik der MAK-Bibliothek und Kunstblättersammlung. Mit einem Vorwort von Teresa Präauer, Verlag für moderne Kunst, ISBN 978-3-903131-94-1.
- Bild einer Ausstellung – Die Kunstkolumne von Teresa Präauer.[30] 10 Folgen auf ORF-Radio ö1, 2019.
- Stimmen einer Stadt: Monodramen für Frankfurt. Fischer Taschenbuch, Frankfurt 2020, ISBN 978-3-596-70091-2.
- Look out kid: Bob Dylans Lieder, unsere Geschichten. Ullstein, Berlin 2021, ISBN 978-3-550-20158-5.
- Ilse Aichinger Wörterbuch. Hrsg. v. Birgit Erdle und Annegret Pelz. Wallstein, Göttingen 2021, ISBN 978-3-8353-5044-1.

### Ausstellungen (Auswahl)
Einzelausstellungen (Auswahl)
- 2003: Lolita, Mischa, Malina Alte Feuerwache, Dresden
- 2004: Das Lid steht nicht im Weg Galerie 5020, Salzburg
- 2006: Unumkleidbare Kunstbüro, Düsseldorf
- 2007–2008: Sehschlitze für Entsterntes. IFK, Wien
- 2010: Taubenbriefe Ortner 2, Wien
- 2012: wie eine vielleichthand Kubin-Haus Schloss Zwickledt[31]
- 2016: STARS Lentos Kunstmuseum Linz[32]

Gruppenausstellungen (Auswahl)
- 2017/18: Sterne – Kosmische Kunst von 1900 bis heute, Lentos Kunstmuseum Linz[33]
- 2016/17: GEMISCHTE GEFÜHLE. KLASSE KUNST V, Landesgalerie Linz[34]
- 2016/17: Bleistift, Heft & Laptop. 10 Positionen aktuellen Schreibens, Literaturmuseum an der Österreichischen Nationalbibliothek[35]
- 2019/20: KEINE | ANGST vor der Angst, Literaturhaus Wien[36]

Arbeiten in öffentlichen Sammlungen
- Artothek des Bundes in Wien
- MAK – Museum für angewandte Kunst Wien
- Österreichische Galerie Belvedere, Research Center, Ursula-Blickle-Videoarchiv

## Auszeichnungen (Auswahl)
- 2006: Talentförderungsprämie für bildende Kunst des Landes Oberösterreich
- 2010: Kinderbuchpreis Kröte des Monats Oktober für das Bilderbuch Die Gans im Gegenteil mit Wolf Haas[37]
- 2012: aspekte-Literaturpreis für Für den Herrscher aus Übersee [38]
- 2015: Nominierung zum Preis der Leipziger Buchmesse 2015 für Johnny und Jean[39]
- 2015: Nominierung zum Bachmannpreis
- 2015: Droste-Literaturförderpreis der Stadt Meersburg[38]
- 2015: Förderpreis zum Friedrich-Hölderlin-Preis der Stadt Bad Homburg[40]
- 2015: Honorary Fellow in Writing der University of Iowa, USA
- 2017: Erich-Fried-Preis
- 2017: Buchpreis der Salzburger Wirtschaft[41]
- 2017: Nominierung für den Franz-Hessel-Preis mit Oh Schimmi[42]
- 2022: Ben-Witter-Preis[43]
- 2023: Kulturpreis von St. Johann im Pongau[44]
- 2024: Literaturpreis der Stadt Bremen für Kochen im falschen Jahrhundert[45]
- 2025: Preis der Stadt Wien für Literatur[46]

Stipendien (Auswahl)
- 2002: Atelierstipendium Budapest
- 2003: Arbeitsstipendium Grafische Werkstatt Dresden
- 2004–2005: Arbeitsstipendium des Bundesministerium für Unterricht, Kunst und Kultur
- 2008: Atelierstipendium Krumau, Egon Schiele Art Centrum[47]
- 2008: Rom-Stipendium des Bundesministerium für Unterricht, Kunst und Kultur
- 2008: Projektstipendium des Bundesministerium für Unterricht, Kunst und Kultur
- 2008: Stipendium der Stadt Wien
- 2009: Projektstipendium des Bundesministerium für Unterricht, Kunst und Kultur
- 2009: Atelierstipendium Paliano
- 2014: Monatsstipendium des Prager Literaturhauses deutschsprachiger Autoren[48]
- 2014: Stipendium Esslinger Bahnwärter[49]
- 2017: Writer in Residence am Grinnell College of Liberal Arts, USA